# Gonimbrasia belina
Gonimbrasia belina és una espècie de lepidòpter ditrisi de la família dels satúrnids (Saturniidae) pròpia del sud d'Àfrica. Posseeix grans erugues comestibles, les mopani o erugues mopane, que són una important font de proteïna per a milions de persones a l'Àfrica austral.